# Amant Gris
Amant Gris (v překladu „Šedý milenec“; * 11. března 1999, Calvados) je anglický plnokrevník, bělouš. Chovateli jsou J. Perrot a G. Havlíčková, majitel Ing. Josef Hájek (Hřebčín Albertovec), z matky Amade Praline FR (Rusticaro FR) a otce House Rules USA. Amant Gris za svou kariéru startoval v celkem 53 dostizích, z toho 34 rovinových a 19 překážkových, a celkový zisk činil téměř 2 miliony korun. Amant Grisovi patří titul nejlepšího steeplera České republiky pro rok 2008, udělovaný Jockey Clubem ČR. Nejčastěji byl v sedle temperamentního valacha žokej Jiří Chaloupka, ovšem až s žokejem Markem Stromským z Hřebčína Albertovec, kde si Amant Gris užívá odpočinek, vstoupil do povědomí veřejnosti.

## Původ
Francouzská klisna anglického plnokrevníka Amande Praline (FR) byla do ČR importována roku 1991 Ing. Václavem Chaloupkou, trojnásobným vítězem Velké Pardubické. Její dobré umístění na tuzemských dostizích bylo důvodem pro zařazení do chovu. V Hřebčíně Napajedla, kde byla v chovu po dobu dvou let, porodila dvě klisny – Amadaru po Dara Monarch (GB) roku 1996 a Annu Jane po Laten v roce 1997. Ing. Chaloupka Amade Praline získal zpět již jako březí po House Rules (USA), následně byla vrácena do francouzského chovu, kde porodila roku 1999 Amant Grise. Ten se, bez své matky, vrátil do ČR jako odstávče.
Klisna Amade Praline za svůj pobyt ve Francii, po Amant Grisovi, porodila tři hřebce a zpět v České republice, u Ing. Václava Chaloupky (Tochovice) hřebce Amant Douxe. Toto byl její poslední potomek.

## Dostihová kariéra
Ve dvou letech Amant Gris startoval 5x, z toho 1x zvítězil a 2x byl druhý. V Ceně Zimního favorita doběhl na pátém místě. Jako tříletý získal 1. místo v Memoriálu dr. Frankenbergera (předzkouška pro klasické dostihy), v Českém Derby se umístil na příčce páté. Ve čtyřech letech byl vítězem 4 rovinových dostihů a z celkových 34 rovinových dostihů v jeho kariéře zvítězil 7x, vše pod vedením Ing. Václava Chaloupky. Rovinovým jezdcem Amant Grise byl žokej Jiří Chaloupka.
Roku 2007 přechází Amant Gris do Hřebčína Albertovec, majitel Ing. Hájek. Z celkem 15 překážkových dostihů získal 5 vítězství a 5 umístění. V letech 2007 – 2008 byl trenérem Ing. Milan Theimer, od roku 2009 Radek Holčák. Zranění utrpěl Amant Gris roku 2009, ten rok také Velkou Pardubickou z tohoto důvodu nestartoval. Sportovní kariéru ukončil roku 2011 po zranění ve Velké Pardubické, které ho vyloučilo z dalšího dostihového sportu. Překážkovým jezdcem Amant Grise byl (s výjimkou 3 dostihů) žokej Marek Stromský.

## Zisk z dostihů
| typ dostihu         | startů | vítězství | zisk      |
| ------------------- | ------ | --------- | --------- |
| roviny celkem       | 34     | 7         | 407 600   |
| překážky celkem     | 19     | 5         | 1 444 750 |
| > proutěné překážky | 0      | 0         | 0         |
| > steeplechase      | 4      | 1         | 71 200    |
| > stch cc           | 15     | 4         | 1 373 550 |

## Velká Pardubická
Amant Gris startoval v prestižní Velké Pardubické celkem třikrát. Na svou premiéru se startovním číslem 15 vyběhl v sedle s ž. Markem Stromským 12. 10. 2008 pod vedením trenéra Ing. Milana Theimera. Od počátku dostihu se Amant Gris držel spolu se stájovým kolegou Klipem (pro něj závod skončil předčasně tragickým pádem) na předních příčkách. V ostrém tempu dostihu nezaostával ani Amant Gris a v cílovém souboji porazil bílou Sixteen o dvě a půl délky v rekordním čase 08:58,49. Marek Stromský se tak při svém sedmém startu Velké Pardubucké stal poprvé „vítězem“ v sedle Amant Grise. Zlatou trofej do Hřebčína Albertovec nedovezl, jelikož byl později diskvalifikován za neobjetí točného bodu.
Na druhý start nejtěžšího dostihu Evropy vedl Amant Grise opět žokej Marek Stromský, tentokráte již pod trenérem Radkem Holčákem. 120. Velkou pardubickou se startovním číslem 20 jel Amant Gris společně s 18 koňmi dne 10.10.2010. Amant Gris přešel 31 překážek bezchybně a pohyboval se do třetí příčky. I v cílové rovině měl Albertovský bělouš dostatek sil na prvenství. Váňův Tiumen Amant Grise několik metrů před finišem přitlačil na bariéru a žokej Marek Stromský byl nucen ze své vnitřní stopy vybočit. Tento objízdný manévr stál dvojici čas i energii. Amant Gris Tiumenovi podlehl o nos a Marek Stromský už po druhé zlatou trofej pro vítěze nejslavnějšího dostihu nad hlavu nezvedl. Dostihová komise po finiši shledala, že Váňův Tiumen Amant Grise tísnil, a uznala mu pokutu 500 korun, výsledek však zůstal nezměněm.
Třetí účast na pardubické grand steeplechase a poslední naději vkládal Hřebčín Albertovec do bojovného valacha a Marka Stromského roku 2011. Tentokráte se Amant Gris na Anglickém skoku zranil, do cíle docválal na osmém místě a stou dvacátou první slavnou Velkou tak ukončil svou bohatou dostihovou kariéru.
Přesto, že Amant Gris oficiálně zlatou trofej na Velké Pardubické nezískal, je v Hřebčíně Albertovec považován za dvojnásobného morálního vítěze.
| Účast na Velké Pardubické \| rok | Umístění        |
| -------------------------------- | --------------- |
| 2008                             | Diskvalifikován |
| 2010                             | 2               |
| 2011                             | 8               |